# Woodwardia radicans
La felce bulbifera (Woodwardia radicans (L.) Sm.) è una rara felce gigante, la cui origine risale al periodo Terziario, appartenente alla famiglia delle Blechnaceae. Le sue fronde possono raggiungere la lunghezza di tre metri.

## Distribuzione e habitat
La Woodwardia radicans ha una distribuzione subtropicale mediterraneo-atlantica.
In Europa è presente in Spagna meridionale, in Corsica, in Macedonia del Nord, in Grecia, in Italia e in alcune piccole aree in prossimità delle coste del Mar Nero.
In Italia è presente principalmente in Calabria, Sicilia e Campania. 
In Campania, si ritrova nell'Isola d'Ischia e nella Costiera Amalfitana: ivi in particolare nella "Valle delle Ferriere e dei Mulini", che culmina in Amalfi, e a Ravello, in cui gode del proprio habitat esemplare
In Calabria è localizzata principalmente sull'Aspromonte (monte Trepitò e cascate Galasia), sul Monte Poro e nel parco delle Serre Calabre ed in piccola parte a Carfizzi, in provincia di Crotone:
aree di particolare interesse sono, ad esempio, il corso alto della fiumara Stilaro, nei pressi della cascata Marmarico, nel territorio di Bivongi (RC); gli argini del torrente della Valle Ruffa, territorio compreso fra i comuni di Drapia, Spilinga e Ricadi (VV); in prossimità del fiume Milo, nel comune di Polia (VV), dove crescono più di 2000 esemplari di Woodwardia radicans: si tratta della più imponente concentrazione di questa rara pianta finora scoperta nel mondo. In questa valle tale felce sembra aver trovato l'habitat ideale: elevata umidità, scarsa illuminazione diretta e temperature comprese fra 10 e 25 °C.
Altro importante esemplare è presente nell'oasi naturalistica del Vallone di Santa Tecla, situato nel comune di San Roberto, nella Città metropolitana di Reggio Calabria.
In Sicilia si può trovare in alcune gole dei Peloritani nel  catanese e nel messinese.
Altre importanti isole fitogeografiche (dove la Woodwardia radicans è presente con numerosi esemplari) sono la  Valle delle Ferriere, posta nel comune di Scala, in costiera amalfitana, e nell'Isola d'Ischia.